# Opus Anglicanum

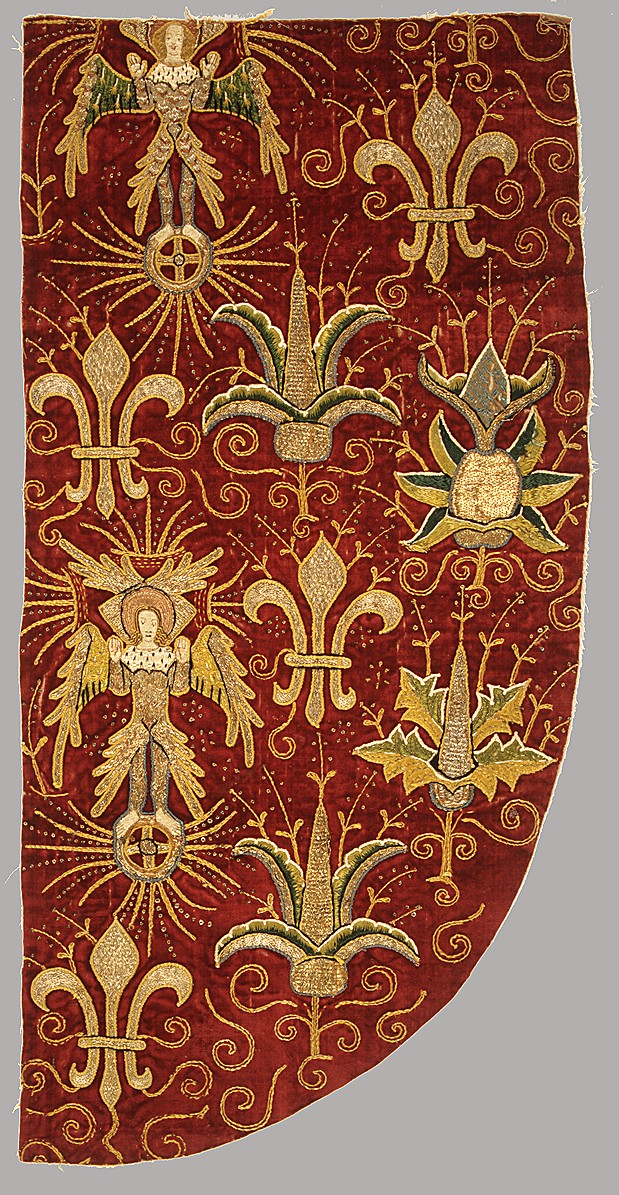
Parte de uma Casula inglesa do século XV

Opus Anglicanum, ou trabalho inglês, é um fino bordado da Inglaterra Medieval feito para uso eclesiástico ou secular em roupas, tapeçarias ou outros tecidos, frequentemente usando fios de ouro e prata em ricos fundos de veludo ou linho. Esse bordado inglês era muito procurado em toda a Europa, particularmente do final do século XII a meados do século XIV, e era um produto de luxo frequentemente usado para presentes diplomáticos.
A maior parte do Opus Anglicanum era feita por mulheres, muitas vezes em oficinas ligadas a catedrais ou em centros de produção específicos em Londres. Embora a história dessas bordadeiras seja muitas vezes invisibilizada, os registros apontam para o envolvimento significativo de mulheres artesãs, muitas das quais permanecem anônimas. Essas bordadeiras eram altamente treinadas e passavam anos trabalhando em uma única peça, o que refletia o nível de especialização necessário para a criação desses trabalhos.
O Opus Anglicanum tornou-se um dos produtos mais valiosos da economia inglesa medieval, especialmente devido à sua exportação para outras cortes europeias e instituições eclesiásticas. Esses bordados eram reconhecidos não apenas pela habilidade técnica e pela beleza estética, mas também por sua capacidade de comunicar poder, riqueza e piedade. O fato de peças bordadas na Inglaterra serem usadas em algumas das maiores catedrais da Europa, como a de São Pedro em Roma, reflete o alcance e a influência internacional desse artesanato.
Essas obras de arte também possuíam um significado simbólico importante. Em um contexto em que a igreja e o estado estavam intimamente ligados, o Opus Anglicanum servia como uma demonstração física da união entre a devoção religiosa e a autoridade política. As vestes usadas pelos altos clérigos, muitas vezes bordadas com cenas bíblicas ou ícones, tornavam-se símbolos visuais da sacralidade de seus cargos e da ligação entre o mundo terreno e o espiritual.